# Salisbury (hrabstwo Nassau)
Salisbury – jednostka osadnicza w Stanach Zjednoczonych, w stanie Nowy Jork, w hrabstwie Nassau.